# Anton Gschier
Anton Gschier, plným jménem Anton Julius Gschier (19. prosince 1814 Cheb – 30. června 1874 Cheb), byl český politik německé národnosti, v 2. polovině 19. století poslanec Českého zemského sněmu a Říšské rady a starosta Chebu.

## Biografie
Pocházel z rodiny magistrátního rady Jeremiáše Gschiera. Působil jako advokát. Veřejně se angažoval během revolučního roku 1848 spolu s Adolfem Tachezym a Forterem. Dne 23. října 1857 byl jmenován čestným občanem Chebu.
Po obnovení ústavního života počátkem 60. let 19. století se zapojil i do zemské a celostátní politiky. V zemských volbách v Čechách v roce 1861 byl zvolen v městské kurii (obvod Cheb) do Českého zemského sněmu. V této době byl rovněž poslancem Říšské rady (celostátní zákonodárný sbor), kam ho vyslal zemský sněm roku 1861 (tehdy ještě Říšská rada nevolena přímo, ale tvořena delegáty jednotlivých zemských sněmů). Zastupoval tu kurii měst, obvod Cheb.
Od roku 1867 do své smrti roku 1874 působil jako starosta Chebu. Ve funkci inicioval rozšíření a zvelebení města a za jeho starostování vyrostlo i městské divadlo. Byl mu udělen Řád Františka Josefa a také saský Řád Albrechtův. Jedním z jeho tří synů byl Gustav Gschier, taktéž veřejně činný. Podle jiného zdroje měl jen dva syny, a to právníka Gustava a lékaře Ludwiga.
Zemřel roku 1874, pohřben byl v rodinné hrobce na Městském hřbitově v Chebu.

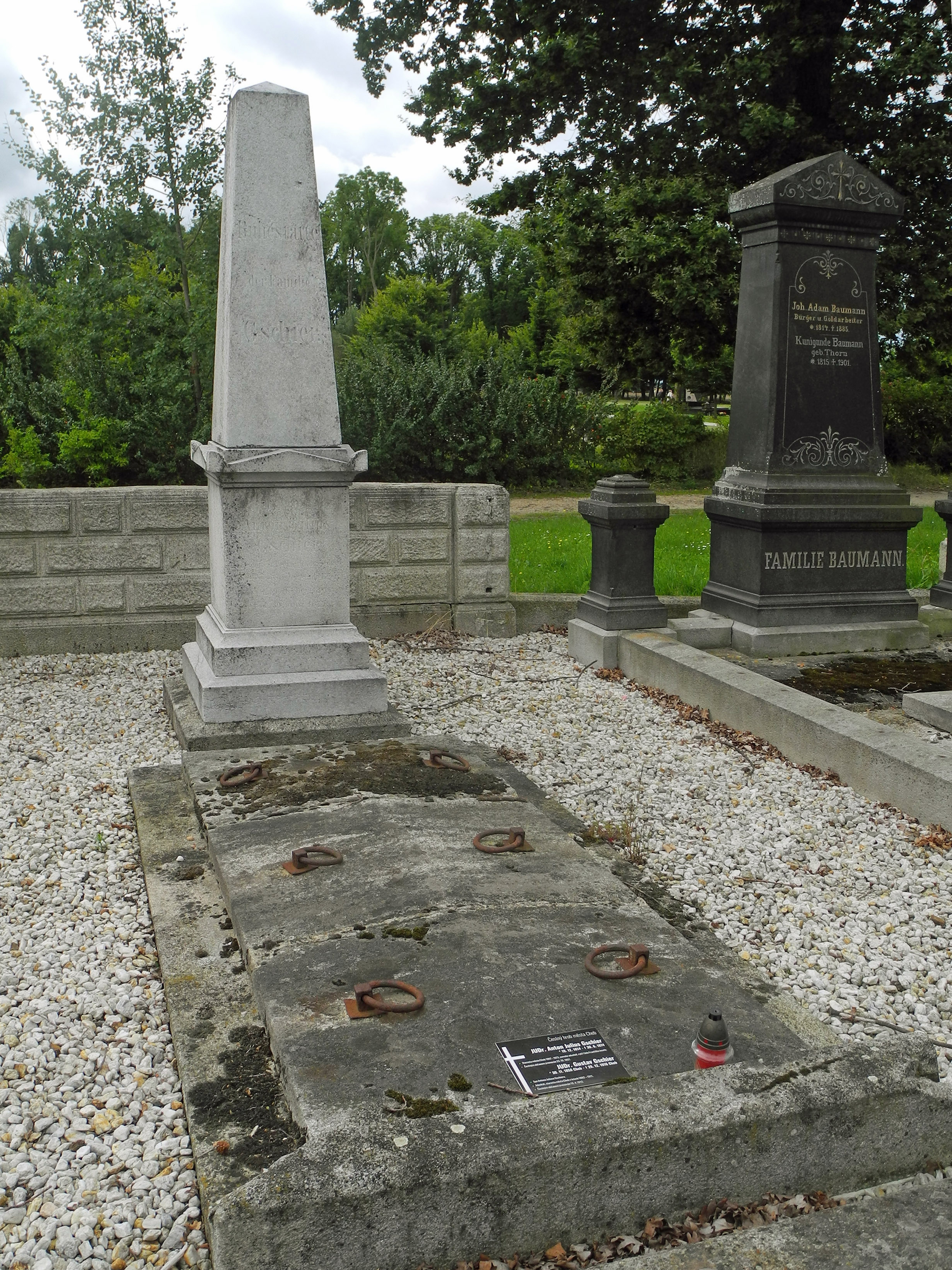
Hrobka rodiny Gschierovy na Městském hřbitově v Chebu